# Granatgruppe

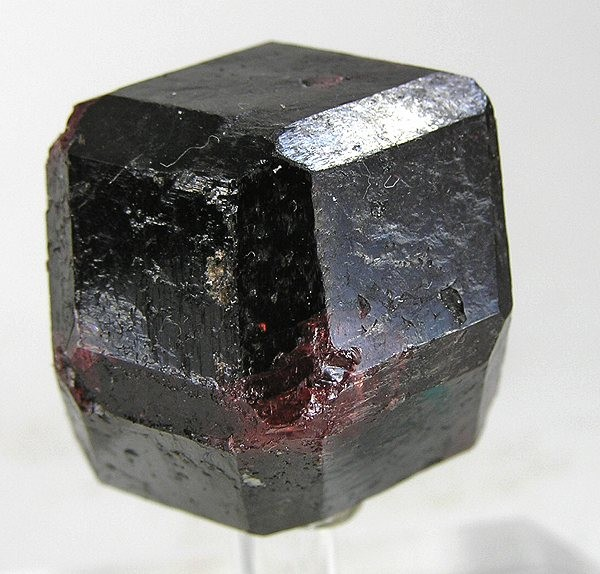
Almandin als Vertreter der Granatgruppe aus der Garnet Ledge bei Wrangell, Wrangell Island, Alaska

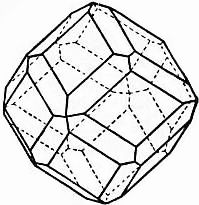
Eine dem obigen Granatkristall ähnliche Kristallzeichnung mit Rhombendodekaeder- und Trapezoederflächen

Die Granatgruppe (kurz Granate) ist eine wichtige Gruppe gesteinsbildender Minerale aus der Mineralklasse der „Silikate und Germanate“. Strukturell gehören die Granate zu den Inselsilikaten (Nesosilikaten).
Die allgemeine Granatformel lautet: [8]X3[6]Y2[[4]ZO4]3 oder auch A32+B23+[RO4]3, wobei 'X', 'Y' und 'Z' bzw. 'A', 'B' und 'R' keine chemischen Elemente vertreten, sondern definierte Plätze im Kristallgitter darstellen. Die jeweiligen Gitterplätze können dabei von verschiedenen Ionen besetzt werden:
- X bzw. A: vorwiegend zweiwertige Kationen, dodekaedrisch umgeben von acht Sauerstoffanionen, meist Mg2+, Fe2+, Mn2+ und Ca2+ aber auch Y3+ oder Na+
- Y bzw. B: vorwiegend dreiwertige Kationen, oktaedrisch umgeben von sechs Sauerstoffanionen, meist Al3+, Fe3+, Cr3+ und V3+, aber auch Ti4+, Zr4+, Sn4+, Sb5+ oder Mg2+, Mn2+
- Z bzw. R: vorwiegend vierwertige Kationen, tetraedrisch umgeben von vier Sauerstoffanionen, meist Si4+, aber auch Al3+, Fe3+, Ti4+, P5+, As5+, V5+
- Anion: meist O2−, selten auch (OH)− oder F−

Innerhalb der Granatobergruppe, zu der alle Minerale gezählt werden, die mit der Granatstruktur kristallisieren, auch solche aus anderen Mineralklassen (z. B. Halogenide, Hydroxide), fasst die Granatgruppe alle Minerale mit 12 positiven Ladungen pro Formeleinheit auf der Z-Position zusammen. Aktuell (2013) sind das nur Silikate.
Die Granat-Minerale kristallisieren meist im kubischen Kristallsystem und bilden überwiegend isometrische Kristalle mit den charakteristischen Formen des Rhombendodekaeders (veraltet auch Granatoeder), Ikositetraeders sowie deren Kombinationen.
Granate sind im Allgemeinen durchsichtig bis durchscheinend, bei vielen Fremdbeimengungen und in derben Mineral-Aggregaten auch undurchsichtig. Unverletzte bzw. unverwitterte Kristallflächen weisen einen glas- bis fettähnlichen Glanz auf. Die Farbe der Granate ist sehr variabel, auch wenn rötliche Farbvarietäten überwiegen. Die Palette reicht von einem hellen Grün über Gelbgrün bis Dunkelgrün, Hellgelb über Gelborange und Orangerot sowie von einem hellen Rosa bis zu einem fast schwarz wirkenden Dunkelrot. Seltener finden sich farblose und braune Varietäten und sehr selten auch farbwechselnde (Changierende) und blaue Granate. Die Strichfarbe ist allerdings immer weiß.
Ihre relativ hohe Dichte (3,5 bis 4,5 g/cm3), Mohshärte (6,5 bis 7,5) und Lichtbrechung (n = 1,61 (Katoit) bis n = 1,96 (Calderit)) machen sie sowohl als Schmuckstein als auch für industrielle Anwendungen interessant.

## Etymologie und Geschichte

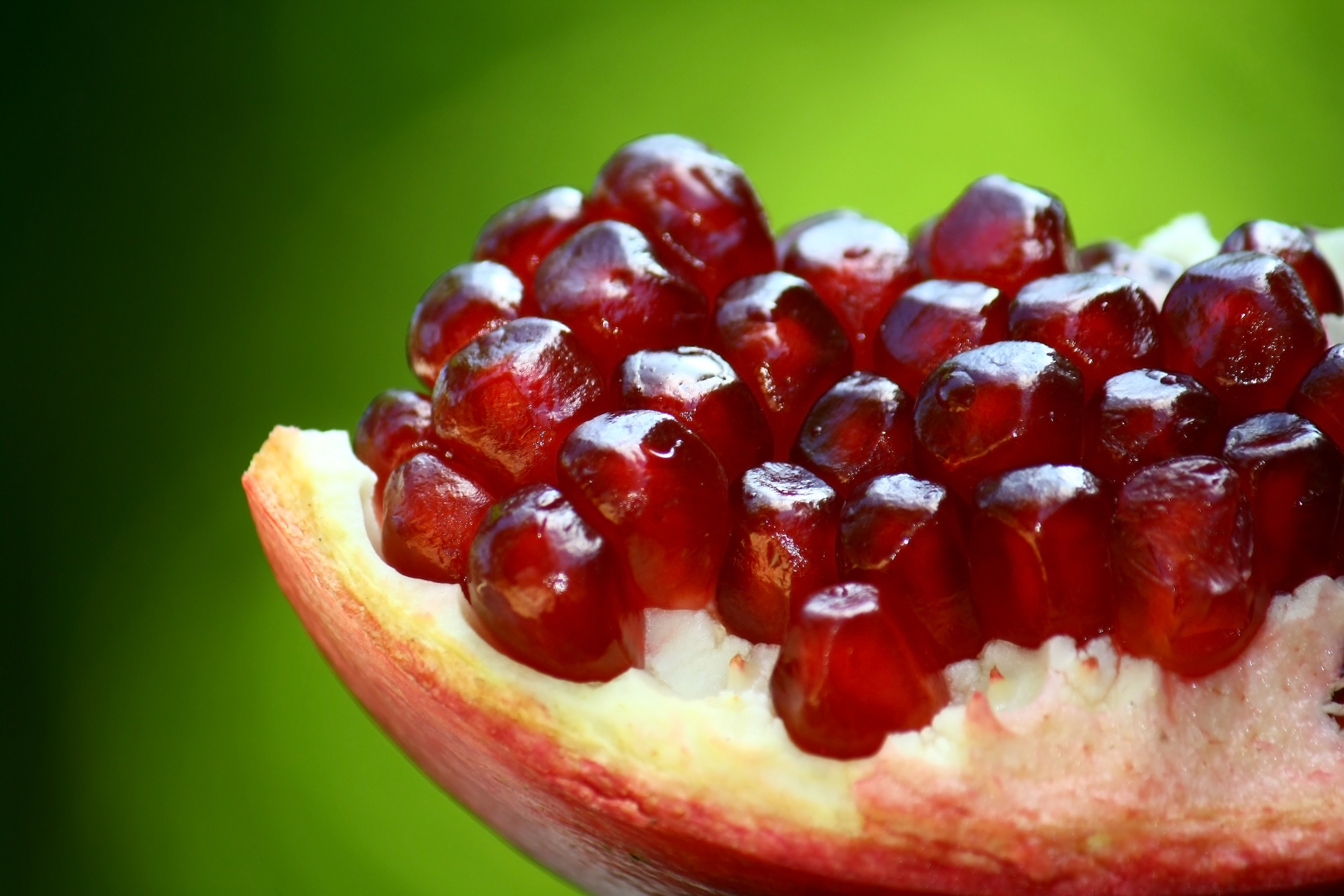
Geöffnete Frucht des Granatapfels …

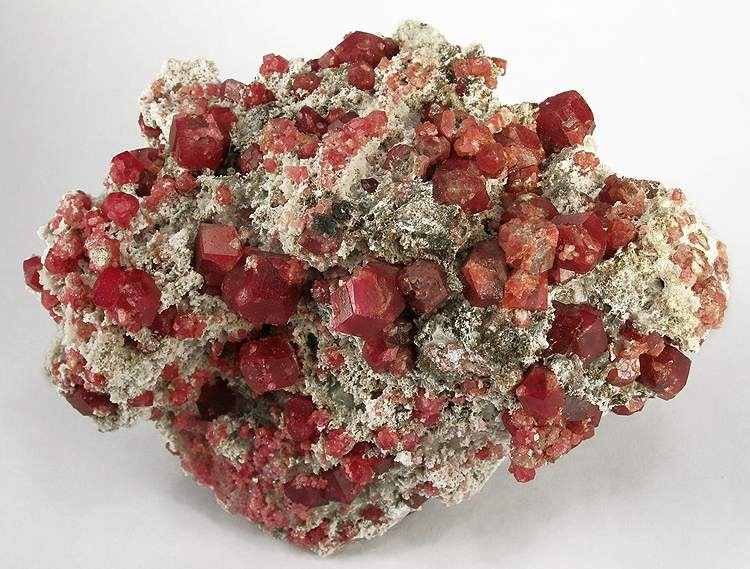
… im Vergleich zu einer Granatmineralstufe

Die Bezeichnung Granat (lateinisch granatus für den Granat-Edelstein) wurde erst im Mittelalter geprägt, hat aber ihren Ursprung im lateinischen Wort granum für Korn oder Kern bzw. granatus für körnig oder kernreich und bezieht sich einerseits auf das Vorkommen des Minerals in Körnern, welche Ähnlichkeit mit den Kernen des Granatapfels (Punica granatum) haben, andererseits aber auch auf die orangerote bis rotviolette Farbe von Blüte, Frucht und Kernen des Granatapfels.
Schon in der Antike wurden Granate als Schmucksteine genutzt. Im Mittelalter waren sie zusammen mit Rubinen und Spinellen unter der Bezeichnung Karfunkel (auch Karfunkelstein) bekannt – die meisten stammten damals aus Indien. Das Wort „Karfunkel“ als alte Metapher für den roten Granaten entstand im 13. Jahrhundert über mittelhochdeutsch carbunkel (und bald darauf karfunkel, „bösartiges Geschwür, Karbunkel“, wohl unter Einfluss von mittelhochdeutsch vunke „Funken“) aus altfranzösisch carboncle oder der lateinischen Form carbunculus („kleine glühende Kohle“), von lateinisch carbo („Kohle“).
Unter dem Horn des Sagengeschöpfes Einhorn vermutete man einen dort wachsenden Karfunkelstein, der alle Wunden heilen kann. Besonders populär waren sie aber im 19. Jahrhundert, als böhmische Pyrope so begehrt waren, dass sie bis nach Amerika verschifft wurden.

## Klassifikation

### Strunz
Bereits in der veralteten 8. Auflage der Mineralsystematik nach Strunz gehörte die Granatgruppe zur allgemeinen Abteilung der „Inselsilikate (Nesosilikate)“, trägt die System-Nr. VIII/A.08 und bestand aus den Mitgliedern Almandin, Andradit, Calderit, Goldmanit, Grossular, Henritermierit, Hibschit, Holtstamit, Hydrougrandit (diskreditiert 1967 als unnötiger Gruppenname), Katoit, Kimzeyit, Knorringit, Majorit, Morimotoit, Pyrop, Schorlomit, Spessartin, Uwarowit, Wadalit und Yamatoit (diskreditiert, da identisch mit Momoiit).
Die zuletzt 2009 aktualisierte 9. Auflage der Strunz’schen Mineralsystematik ordnet die Granatgruppe ebenfalls in die Abteilung der „Inselsilikate“ ein. Diese ist allerdings weiter unterteilt nach der möglichen Anwesenheit weiterer Anionen und der Koordination der beteiligten Kationen, so dass die Granatgruppe mit der System-Nr. 9.AD.25 entsprechend der Zusammensetzung der Mitglieder Almandin, Andradit, Blythit, Calderit, Goldmanit, Grossular, Henritermierit, Hibschit, Holtstamit, Hydroandradit, Katoit, Kimzeyit, Knorringit, Majorit, Momoiit (IMA 2009-026), Morimotoit, Pyrop, Schorlomit, Spessartin, Skiagit, Uwarowit und Wadalit in der Unterabteilung „Inselsilikate ohne weitere Anionen; Kationen in oktahedraler [6] und gewöhnlich größerer Koordination“ zu finden ist.

### Dana
Auch die vorwiegend im englischen Sprachraum gebräuchliche Systematik der Minerale nach Dana ordnet die Granatgruppe in die Abteilung der „Inselsilikatminerale“ ein. Hier ist sie allerdings unterteilt in die Untergruppen „Pyralspit-Reihe“ (System-Nr. 51.04.03a), „Ugrandit-Reihe“ (System-Nr. 51.04.03b), „Schorlomit-Kimzeyit-Reihe“ (System-Nr. 51.04.03c), „Hydrogranate“ (System-Nr. 51.04.03d) und „Tetragonale Hydrogranate“ (System-Nr. 51.04.04) innerhalb der Unterabteilung „Inselsilikate: SiO4-Gruppen nur mit Kationen in [6] und >[6]-Koordination“ zu finden.

### IMA/CNMNC
Die zuvor aufgeführten, klassischen Klassifikationen legen die Obergruppen (Klassen) anhand der Zusammensetzung fest und unterteilen diese nach strukturellen Kriterien.
Die aktuelle Klassifikation der Granate, die von der International Mineralogical Association (IMA) 2013 erarbeitet wurde, geht umgekehrt vor. Sie definiert die Granatobergruppe anhand des Strukturtyps und unterteilt diese nach chemischen Gesichtspunkten, der Kationenladung auf der tetraedrisch koordinierten Z-Position, in 5 Gruppen und 3 Einzelminerale. Zusätzlich wurde eine Einteilung nach der Ladungsverteilung auf die Gitterpositionen eingeschoben und hypothetische Endglieder ergänzt.
| Granat-Obergruppe: Minerale mit Granatstruktur | Granat-Obergruppe: Minerale mit Granatstruktur | Granat-Obergruppe: Minerale mit Granatstruktur            | Granat-Obergruppe: Minerale mit Granatstruktur            | Granat-Obergruppe: Minerale mit Granatstruktur            | Granat-Obergruppe: Minerale mit Granatstruktur            | Granat-Obergruppe: Minerale mit Granatstruktur                                |
| Name                                           | Klasse                                         | Kenogranat-Gruppe: unbesetzte Z-Position                  | Kenogranat-Gruppe: unbesetzte Z-Position                  | Kenogranat-Gruppe: unbesetzte Z-Position                  | Kenogranat-Gruppe: unbesetzte Z-Position                  | Anmerkung                                                                     |
|                                                |                                                | [8]M2+3                                                   | [6]M3+2                                                   | [4] □3                                                    | X−12                                                      |                                                                               |
| ---------------------------------------------- | ---------------------------------------------- | --------------------------------------------------------- | --------------------------------------------------------- | --------------------------------------------------------- | --------------------------------------------------------- | ----------------------------------------------------------------------------- |
| Katoit                                         | Hydroxide                                      | Ca3                                                       | Al2                                                       | □3                                                        | (OH)12                                                    |                                                                               |
|                                                | Hydroxide                                      | Ca3                                                       | Fe3+2                                                     | □3                                                        | (OH)12                                                    | hypothetisches Endglied, bis zu 35 mol-% in Andradit, synthetisch             |
|                                                | Halogenid                                      | Ca3                                                       | Al2                                                       | □3                                                        | F12                                                       | hypothetisches Endglied, bis zu 11 mol-% in Hydrogrossular                    |
|                                                | Halogenid                                      | Mn2+3                                                     | Al2                                                       | □3                                                        | F12                                                       | hypothetisches Endglied, bis zu 8 mol-% in Spessartin                         |
| Name                                           | Klasse                                         | unbenannte Gruppe: Halogenide mit 3 Ladungen auf Z        | unbenannte Gruppe: Halogenide mit 3 Ladungen auf Z        | unbenannte Gruppe: Halogenide mit 3 Ladungen auf Z        | unbenannte Gruppe: Halogenide mit 3 Ladungen auf Z        | Anmerkung                                                                     |
|                                                |                                                | [8]M+3                                                    | [6]M3+2                                                   | [4]M+3                                                    | X−12                                                      |                                                                               |
| Kryolithionit                                  | Halogenide                                     | Na3                                                       | Al2                                                       | Li3                                                       | F12                                                       |                                                                               |
| Name                                           | Klasse                                         | unbenannte Gruppe: Oxide mit 6 Ladungen auf Z             | unbenannte Gruppe: Oxide mit 6 Ladungen auf Z             | unbenannte Gruppe: Oxide mit 6 Ladungen auf Z             | unbenannte Gruppe: Oxide mit 6 Ladungen auf Z             | Anmerkung                                                                     |
|                                                |                                                | [8]M2+3                                                   | [6]M6+2                                                   | [4]M2+3                                                   | X2−12                                                     |                                                                               |
| Yafsoanit                                      | Oxide                                          | Ca3                                                       | Te6+2                                                     | Zn3                                                       | O12                                                       |                                                                               |
|                                                | Oxide                                          | Pb3                                                       | Te6+2                                                     | Zn3                                                       | O12                                                       | hypothetisches Endglied, bis zu 9 mol-% in Yafsoanit                          |
|                                                | Oxide                                          | Ca3                                                       | U6+2                                                      | Fe2+3                                                     | O12                                                       | hypothetisches Endglied, bis zu 24 mol-% in Elbrusit                          |
|                                                |                                                | [8]M2+12                                                  | [6]M2+[6]M3+4[6]M3+2[6]□                                  | [4]M4+6[4]□6                                              | X2−24X−20□4                                               |                                                                               |
| Nikmelnikovit                                  | Silikate                                       | Ca12                                                      | Fe2+Al3+4Fe3+2□                                           | Si4+6□6                                                   | O2−24(OH)−20□4                                            | [ 12 ]                                                                        |
| Name                                           | Klasse                                         | Henritermierit-Gruppe: Silikate mit 8 Ladungen auf Z      | Henritermierit-Gruppe: Silikate mit 8 Ladungen auf Z      | Henritermierit-Gruppe: Silikate mit 8 Ladungen auf Z      | Henritermierit-Gruppe: Silikate mit 8 Ladungen auf Z      | Anmerkung                                                                     |
|                                                |                                                | [8]M2+3                                                   | [6]M3+2                                                   | [4](M4+2□)                                                | X2−8X−4                                                   |                                                                               |
| Holtstamit                                     | Silikate                                       | Ca3                                                       | Al2                                                       | Si2□                                                      | O8(OH)4                                                   |                                                                               |
| Henritermierit                                 | Silikate                                       | Ca3                                                       | Mn3+2                                                     | Si2□                                                      | O8(OH)4                                                   |                                                                               |
|                                                | Silikate                                       | Mn2+3                                                     | Al2                                                       | Si2□                                                      | O8(OH)4                                                   | hypothetisches Endglied, bis zu 28 mol-% in Spessartin                        |
|                                                | Silikate                                       | Mn2+3                                                     | Al2                                                       | Si2□                                                      | O8F4                                                      | hypothetisches Endglied, bis zu 20 mol-% in Spessartin                        |
|                                                |                                                | [8]M2+3                                                   | [6]M5+2                                                   | [4](M3+2M2+)                                              | X2−12                                                     |                                                                               |
| Monteneveit                                    | Oxide                                          | Ca3                                                       | Sb5+2                                                     | Fe3+2Fe2+                                                 | O12                                                       |                                                                               |
|                                                | Oxide                                          | Ca3                                                       | Sb5+2                                                     | Fe3+2Zn2+                                                 | O12                                                       | hypothetisches Endglied, 20 mol-% in Monteneveit                              |
| Name                                           | Klasse                                         | Bitikleit-Gruppe: Oxide mit 9 Ladungen auf Z              | Bitikleit-Gruppe: Oxide mit 9 Ladungen auf Z              | Bitikleit-Gruppe: Oxide mit 9 Ladungen auf Z              | Bitikleit-Gruppe: Oxide mit 9 Ladungen auf Z              | Anmerkung                                                                     |
|                                                |                                                | [8]M+3                                                    | [6]M6+2                                                   | [4]M3+3                                                   | X2−12                                                     |                                                                               |
|                                                | Oxide                                          | Na3                                                       | Te6+2                                                     | Fe3+3                                                     | O12                                                       | synthetisch                                                                   |
|                                                |                                                | [8]M+M2+2                                                 | [6]M5+2                                                   | [4]M3+3                                                   | X2−12                                                     |                                                                               |
|                                                | Oxide                                          | NaCa2                                                     | Sb5+2                                                     | Fe3+3                                                     | O12                                                       | synthetisch                                                                   |
|                                                |                                                | [8]M2+3                                                   | [6](M5+1,5M3+0,5)                                         | [4]M3+3                                                   | X2−12                                                     |                                                                               |
|                                                | Oxide                                          | Ca3                                                       | Sb5+1,5Fe3+0,5                                            | Fe3+3                                                     | O12                                                       | hypothetisches Endglied, 33 mol-% in Monteneveit                              |
|                                                |                                                | [8]M2+3                                                   | [6](M5+M4+)                                               | [4]M3+3                                                   | X2−12                                                     |                                                                               |
| Bitikleit                                      | Oxide                                          | Ca3                                                       | Sb5+ Sn4+                                                 | Al3                                                       | O12                                                       |                                                                               |
| Dzhuluit                                       | Oxide                                          | Ca3                                                       | Sb5+ Sn4+                                                 | Fe3+3                                                     | O12                                                       |                                                                               |
| Usturit                                        | Oxide                                          | Ca3                                                       | Sb5+ Zr4+                                                 | Fe3+3                                                     | O12                                                       |                                                                               |
| Elbrusit                                       | Oxide                                          | Ca3                                                       | U5+ Zr4+                                                  | Fe3+3                                                     | O12                                                       |                                                                               |
|                                                |                                                | [8](M2+2M3+)                                              | [6]M4+2                                                   | [4]M3+3                                                   | X2−12                                                     |                                                                               |
| Priscillagrewit-(Y)                            | Oxide                                          | Ca2+2Y3+                                                  | Zr4+2                                                     | Al3+3                                                     | O12                                                       | [ 15 ]                                                                        |
|                                                |                                                | [8](M4+0,5M2+2,5)                                         | [6]M4+2                                                   | [4]M3+3                                                   | X2−12                                                     |                                                                               |
|                                                | Oxide                                          | Th4+0,5Ca2+2,5                                            | M4+2                                                      | M3+3                                                      | O12                                                       | hypothetisches Endglied, bis zu 20 mol-% in Kerimasit                         |
|                                                |                                                | [8]M3+3                                                   | [6]M3+2                                                   | [4]M3+3                                                   | X2−12                                                     |                                                                               |
| YAG                                            | Oxide                                          | Y3+3                                                      | Al3+2                                                     | Al3+3                                                     | O12                                                       | hypothetisches Endglied, bis zu 8 mol-% in Menzerit-(Y), Spessartin, Andradit |
| YIG                                            | Oxide                                          | Y3+3                                                      | Fe3+2                                                     | Fe3+3                                                     | O12                                                       | hypothetisches Endglied, bis zu 8 mol-% in Menzerit-(Y), Spessartin, Andradit |
|                                                |                                                | [8]M2+3                                                   | [6]M3+2                                                   | [4]M3+3                                                   | X2−9Y−3                                                   |                                                                               |
| Xuit                                           | Oxide                                          | Ca2+3                                                     | Fe3+2                                                     | Al3+3                                                     | O9(OH)3                                                   | [ 16 ]                                                                        |
| Name                                           | Klasse                                         | Schorlomit-Gruppe: Silikate mit 10 Ladungen auf Z         | Schorlomit-Gruppe: Silikate mit 10 Ladungen auf Z         | Schorlomit-Gruppe: Silikate mit 10 Ladungen auf Z         | Schorlomit-Gruppe: Silikate mit 10 Ladungen auf Z         | Anmerkung                                                                     |
|                                                |                                                | [8]M2+3                                                   | [6]M4+2                                                   | [4](M4+M3+2)                                              | X2−12                                                     |                                                                               |
| Kimzeyit                                       | Silikate                                       | Ca3                                                       | Zr2                                                       | SiAl2                                                     | O12                                                       |                                                                               |
| Irinarassit                                    | Silikate                                       | Ca3                                                       | Sn4+2                                                     | SiAl2                                                     | O12                                                       |                                                                               |
| Hutcheonit                                     | Silikate                                       | Ca3                                                       | Ti2                                                       | SiAl2                                                     | O12                                                       |                                                                               |
| Schorlomit                                     | Silikate                                       | Ca3                                                       | Ti2                                                       | SiFe3+2                                                   | O12                                                       |                                                                               |
| Kerimasit                                      | Silikate                                       | Ca3                                                       | Zr2                                                       | SiFe3+2                                                   | O12                                                       |                                                                               |
| Toturit                                        | Silikate                                       | Ca3                                                       | Sn4+2                                                     | SiFe3+2                                                   | O12                                                       |                                                                               |
| Name                                           | Klasse                                         | Granat-Gruppe: Silikate mit 12 Ladungen auf Z             | Granat-Gruppe: Silikate mit 12 Ladungen auf Z             | Granat-Gruppe: Silikate mit 12 Ladungen auf Z             | Granat-Gruppe: Silikate mit 12 Ladungen auf Z             | Anmerkung                                                                     |
|                                                |                                                | [8](M3+2M2+)                                              | [6]M2+2                                                   | [4]M4+3                                                   | X2−12                                                     |                                                                               |
| Menzerit-(Y)                                   | Silikate                                       | Y2Ca                                                      | Mg2                                                       | Si3                                                       | O12                                                       |                                                                               |
|                                                | Silikate                                       | Y2Ca                                                      | Fe2+2                                                     | Si3                                                       | O12                                                       | hypothetisches Endglied, bis zu 20 mol-% in Menzerit-(Y)                      |
|                                                |                                                | [8]M2+3                                                   | [6]M3+2                                                   | [4]M4+3                                                   | X2−12                                                     |                                                                               |
| Pyrop                                          | Silikate                                       | Mg3                                                       | Al2                                                       | Si3                                                       | O12                                                       |                                                                               |
| Grossular                                      | Silikate                                       | Ca3                                                       | Al2                                                       | Si3                                                       | O12                                                       |                                                                               |
| Spessartin                                     | Silikate                                       | Mn2+3                                                     | Al2                                                       | Si3                                                       | O12                                                       |                                                                               |
| Almandin                                       | Silikate                                       | Fe2+3                                                     | Al2                                                       | Si3                                                       | O12                                                       |                                                                               |
| Eringait                                       | Silikate                                       | Ca3                                                       | Sc2                                                       | Si3                                                       | O12                                                       |                                                                               |
| Goldmanit                                      | Silikate                                       | Ca3                                                       | V3+2                                                      | Si3                                                       | O12                                                       |                                                                               |
| Rubinit                                        | Silikate                                       | Ca3                                                       | Ti3+2                                                     | Si3                                                       | O12                                                       |                                                                               |
| Momoiit                                        | Silikate                                       | Mn2+3                                                     | V3+2                                                      | Si3                                                       | O12                                                       |                                                                               |
| Knorringit                                     | Silikate                                       | Mg3                                                       | Cr3+2                                                     | Si3                                                       | O12                                                       |                                                                               |
| Uwarowit                                       | Silikate                                       | Ca3                                                       | Cr3+2                                                     | Si3                                                       | O12                                                       |                                                                               |
| Andradit                                       | Silikate                                       | Ca3                                                       | Fe3+2                                                     | Si3                                                       | O12                                                       |                                                                               |
| Calderit                                       | Silikate                                       | Mn2+3                                                     | Fe3+2                                                     | Si3                                                       | O12                                                       |                                                                               |
| Blythit                                        | Silikate                                       | Mn2+3                                                     | Mn3+2                                                     | Si3                                                       | O12                                                       | hypothetisches Endglied                                                       |
| Khoharit                                       | Silikate                                       | Mg2+3                                                     | Fe3+2                                                     | Si3                                                       | O12                                                       | hypothetisches Endglied, synthetisch                                          |
| Skiagit                                        | Silikate                                       | Fe2+3                                                     | Fe3+2                                                     | Si3                                                       | O12                                                       | hypothetisches Endglied, synthetisch                                          |
|                                                |                                                | [8]M2+3                                                   | [6](M4+M2+)                                               | [4]M4+3                                                   | X2−12                                                     |                                                                               |
| Majorit                                        | Silikate                                       | Mg3                                                       | SiMg                                                      | Si3                                                       | O12                                                       |                                                                               |
| Morimotoit                                     | Silikate                                       | Ca3                                                       | TiFe2+                                                    | Si3                                                       | O12                                                       |                                                                               |
|                                                |                                                | [8](M3+1,5M+1,5)                                          | [6]M3+2                                                   | [4]M4+3                                                   | X2−12                                                     |                                                                               |
|                                                | Silikate                                       | (Y,Yb)3+1,5Na+1,5                                         | M3+2                                                      | Si3                                                       | O12                                                       | hypothetisches Endglied, bis zu 7 mol-% in Almandin, Spessartin, Grossular    |
|                                                |                                                | [8](M2+M+2)                                               | [6]M4+2                                                   | [4]M4+3                                                   | X2−12                                                     |                                                                               |
|                                                | Silikate                                       | M2+Na2                                                    | Si2                                                       | Si3                                                       | O12                                                       | hypothetisches Endglied, bis zu 12 mol-% in Pyrop-Grossular                   |
| Name                                           | Klasse                                         | Silikate mit 14 Ladungen auf Z                            | Silikate mit 14 Ladungen auf Z                            | Silikate mit 14 Ladungen auf Z                            | Silikate mit 14 Ladungen auf Z                            | Anmerkung                                                                     |
|                                                |                                                | [8](M2+3)                                                 | [6]M2+2                                                   | [4](M4+M5+2)                                              | X2−12                                                     |                                                                               |
| Midbarit                                       | Silikate                                       | Ca3                                                       | Mg2+2                                                     | SiV5+2                                                    | O12                                                       | [ 20 ]                                                                        |
| Name                                           | Klasse                                         | Berzeliit-Gruppe: Vanadate/Arsenate mit 15 Ladungen auf Z | Berzeliit-Gruppe: Vanadate/Arsenate mit 15 Ladungen auf Z | Berzeliit-Gruppe: Vanadate/Arsenate mit 15 Ladungen auf Z | Berzeliit-Gruppe: Vanadate/Arsenate mit 15 Ladungen auf Z | Anmerkung                                                                     |
|                                                |                                                | [8](M2+2M+)                                               | [6]M2+2                                                   | [4]M5+3                                                   | X2−12                                                     |                                                                               |
| Schäferit                                      | Vanadate                                       | Ca2Na                                                     | Mg2                                                       | V5+3                                                      | O12                                                       |                                                                               |
| Palenzonait                                    | Vanadate                                       | Ca2Na                                                     | Mn2+2                                                     | V5+3                                                      | O12                                                       |                                                                               |
| Berzeliit                                      | Arsenate                                       | Ca2Na                                                     | Mg2                                                       | As5+3                                                     | O12                                                       |                                                                               |
| Manganberzeliit                                | Arsenate                                       | Ca2Na                                                     | Mn2+2                                                     | As5+3                                                     | O12                                                       |                                                                               |
|                                                | Arsenate                                       | Ca2Na                                                     | Fe2+2                                                     | As5+3                                                     | O12                                                       | hypothetisches Endglied, bis zu 6 mol-% in Berzeliit                          |
|                                                |                                                | [8]M+3                                                    | [6]M3+2                                                   | [4]M5+3                                                   | X2−12                                                     |                                                                               |
|                                                | Phosphate                                      | Na3                                                       | Al2                                                       | P5+3                                                      | O12                                                       | hypothetisches Endglied, bis zu 1 mol-% in Almandin und Pyrop                 |

### Untergruppen, veraltete Namen und hypothetische Endglieder
Die Klassifikation der IMA nimmt keine weitere Aufgliederung der Granate in Untergruppen vor. In älterer Literatur findet sich eine Unterteilung anhand von verbreiteten Mischkristallreihen in zwei wesentliche Gruppen/Reihen:
Pyralspit-Gruppe:
- Pyrop (Magnesium-Aluminium-Granat): Mg3Al2[SiO4]3[1]
- Almandin (Eisen-Aluminium-Granat): Fe3Al2[SiO4]3[1]
- Spessartin (Mangan-Aluminium-Granat): Mn3Al2[SiO4]3[1]

Ugrandit-Gruppe:
- Uwarowit (Calcium-Chrom-Granat): Ca3Cr2[SiO4]3[1]
- Grossular (Calcium-Aluminium-Granat): Ca3Al2[SiO4]3[1]
  - Grandit: Intermediäres Glied der Mischreihe Grossular-Andradit
  - Plazolith: Intermediäres Glied der Mischreihe Grossular-Katoit
- Andradit (Calcium-Eisen-Granat) Ca3Fe3+2[SiO4]3[1]

Weitere Namen von Mischkristallzusammensetzungen, hypothetischen Zusammensetzungen oder synthetischen Verbindungen:
- Hibschit: Ca3Al2[(SiO4)>1,5((OH)4)<1,5],[1] zählt nicht als eigenständiges Mineral, sondern als intermediärer Mischkristall der Reihe Grossular–Katoit.
- Hydroandradit: Ca3Fe3+2[(SiO4)>1,5((OH)4)<1,5],[1] zählt nicht als eigenständiges Mineral, sondern als Varietät von Andradit.
- Wadalit wird ebenso wie Chlormayenit nicht mehr zur Granatobergruppe gezählt. Die Abweichungen von der Granatstruktur sind zu groß.[2]

## Kristallstruktur
Granate kristallisieren im Allgemeinen mit kubischer Symmetrie in der Raumgruppe Ia3d (Raumgruppen-Nr. 230). Die Elementarzelle enthält 8 Formeleinheiten und hat je nach Zusammensetzung eine Kantenlänge von 1.146 nm (Pyrop) bis 1.256 nm (Katoit).

### Aufbau der Granatstruktur
O2−-Anion
Die Sauerstoffanionen besetzen die allgemeine Gitterposition 96h mit der Punktsymmetrie 1. Jedes O2−-Anion ist dort von 4 Kationen umgeben:
- ein Z-Kation, verbunden durch eine starke, vorwiegend kovalente Bindung mit ca. 1 Bindungsvalenz
- ein Y-Kation, zu dem eine vorwiegend ionische Bindung mit ca. 0,5 vu (Valenzeinheiten) besteht
- zwei X-Kationen, zu denen nur schwache, ionische Bindungen mit jeweils ca. 0,25 vu bestehen.

Die Sauerstoffionen bilden nicht, wie bei anderen Oxidstrukturen mit hoher Dichte, eine dichteste Kugelpackung. Große 8-fach koordinierte Ionen würden in einer kubisch oder hexagonal dichtesten Sauerstoff-Kugelpackung keinen Platz finden. Aufgrund der komplexen Verknüpfung aller Koordinationspolyeder über gemeinsame Ecken und vor allem viele gemeinsame Kanten erreicht die Granatstruktur dennoch eine hohe Dichte.
Die Kationen besetzten je nach Größe und Ladung drei verschiedene, spezielle Gitterpositionen, wo sie von 4, 6 oder 8 Sauerstoffionen umgeben sind.
ZO4-Tetraeder

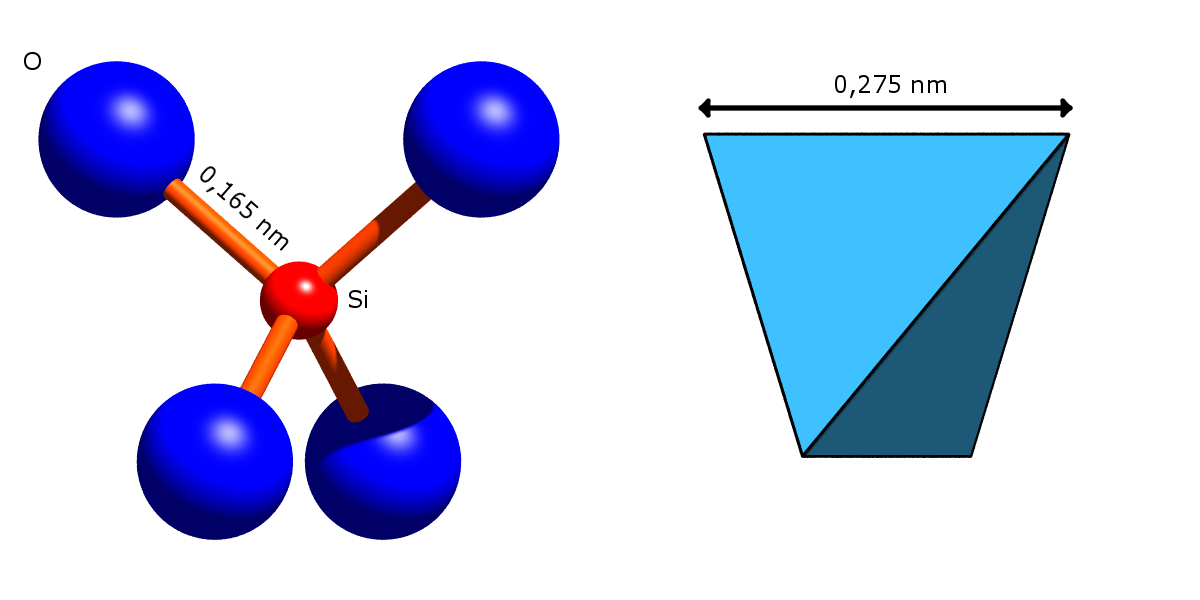
Granatstruktur 1: ZO_{4}-Tetraeder

Die Z-Kationen (Si4+) sitzen auf der Gitterposition 24d mit der Punktsymmetrie 4, wo sie von 4 Sauerstoffionen umgeben sind, die an den Ecken eines Tetraeders liegen.
Die ermittelten Z-O-Bindungslängen liegen zwischen 0,163 nm (Pyrop, Almandin) und 0,165 nm (Goldmanit). Die ZO4- Koordinationstetraeder haben zwei Paare unterschiedlich langer Kanten:
- zwei einander gegenüberliegende Kanten, die an keine besetzte Gitterposition angrenzen mit Längen zwischen 0,274 nm (Almandin, Andradit) und 0,276 nm (Goldmanit)
- zwei ebenfalls gegenüberliegende Kannten, die an XO8-Dodekaeder grenzen mit Längen zwischen 0,250 nm (Pyrop, Almandin) und 0,258 nm (Uwarowit, Goldmanit).

YO6-Oktaeder

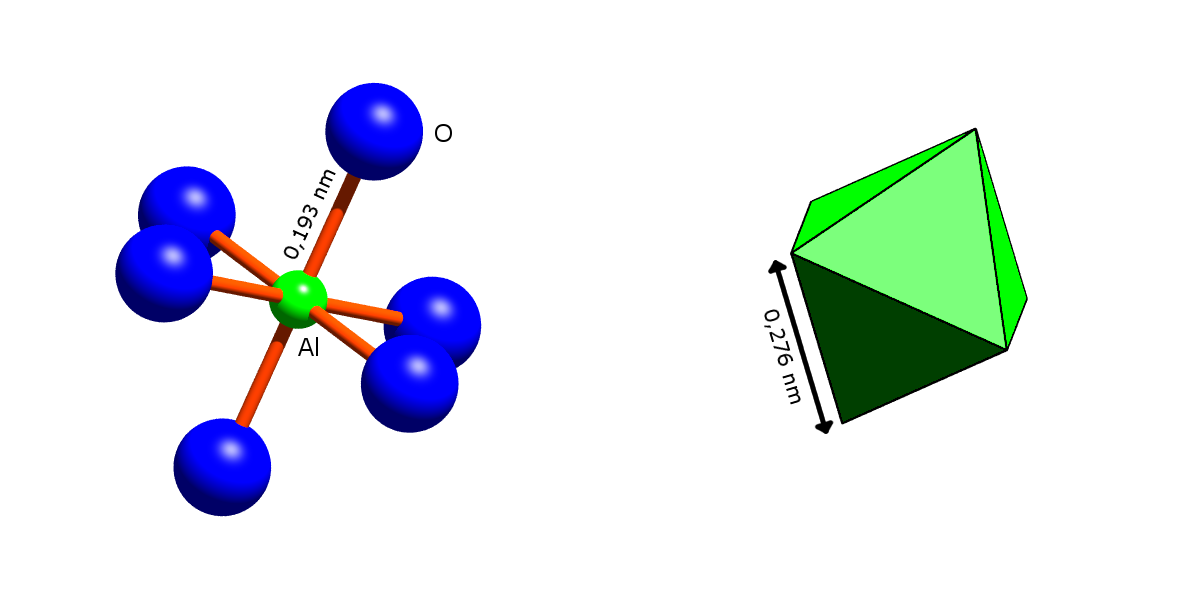
Granatstruktur 2: YO_{6}-Oktaeder

Die Y-Kationen sitzen auf der Gitterposition 16a mit der Punktsymmetrie 3, wo sie von 6 Sauerstoffionen umgeben sind, die an den Ecken eines Oktaeders liegen.
Die ermittelten Y-O-Bindungslängen liegen zwischen 0,19 nm (Pyrop) und 0,20 nm (Andradit). Der GO6-Koordinationspolyeder hat zwei verschiedene Kanten:
- 6 Kanten, die an keine besetzte Gitterposition grenzen mit Längen zwischen 0,262 nm (Pyrop) und 0,289 nm (Andradit)
- 6 Kanten, die an die X-Position grenzen mit Längen zwischen 0,269 nm (Grossular) und 0,283 nm (Andradit)

XO8-Dodekaeder

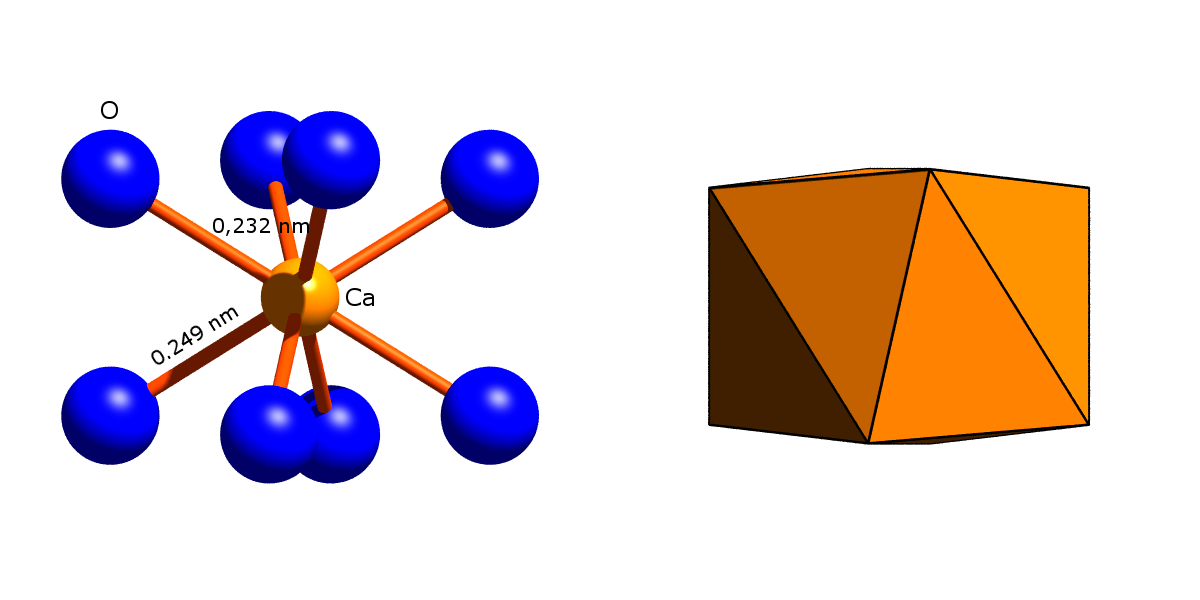
Granatstruktur 3: XO_{8}-Dodekaeder

Die X-Kationen sitzen auf der Gitterposition 24c mit der Punktsymmetrie 222, wo sie von 8 Sauerstoffionen umgeben sind, die an den Ecken eines Dodekaeders (Trigondodekaeder) liegen.
Die ermittelten X-O-Bindungslängen liegen zwischen 0,22 nm (Pyrop) und 0,25 nm (Andradit, Glodmanit). Der XO8-Koordinationspolyeder hat 4 verschiedene Kanten:
- 2 Kanten, die an benachbarte ZO4-Tetraeder grenzen mit Längen zwischen 0,250 nm (Pyrop, Almandin) und 0,258 nm (Uwarowit, Goldmanit).
- 4 Kanten, die an benachbarte YO6-Oktaeder grenzen mit Längen zwischen 0,269 nm (Grossular) und 0,283 nm (Andradit)
- 4 Kanten, die an benachbarte XO8-Dodekaeder grenzen mit Längen zwischen 0,27 nm (Pyrop) und 0,297 nm (Grossular)
- 8 Kanten, die an keine besetzte Gitterposition grenzen mit Längen zwischen 0,278 nm (Pyrop) und 0,287 nm (Grossular, Goldamnit)

Verknüpfung der Koordinationspolyeder

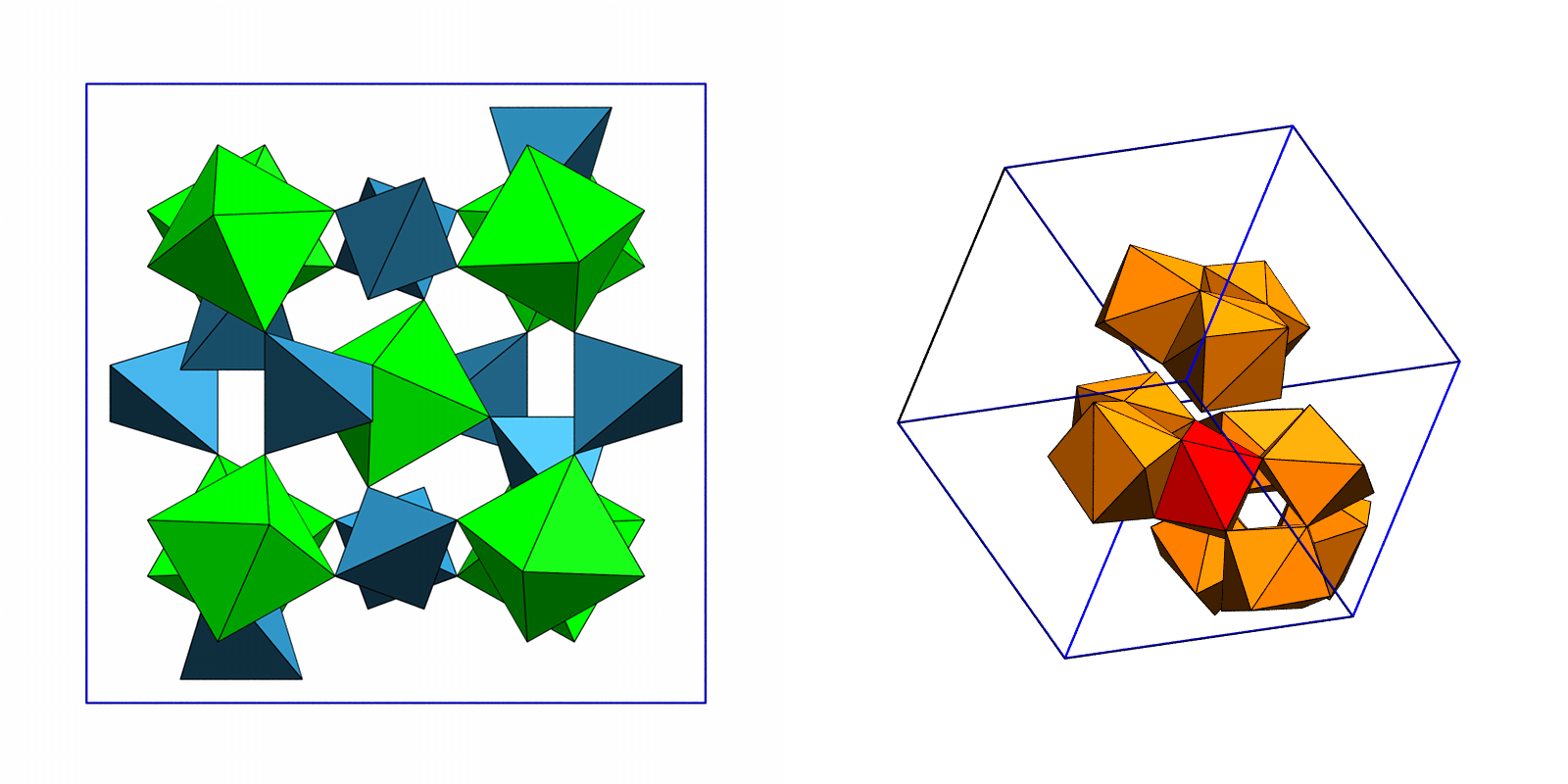
Granatstruktur 4: Verknüpfung der Koordinationspolyeder

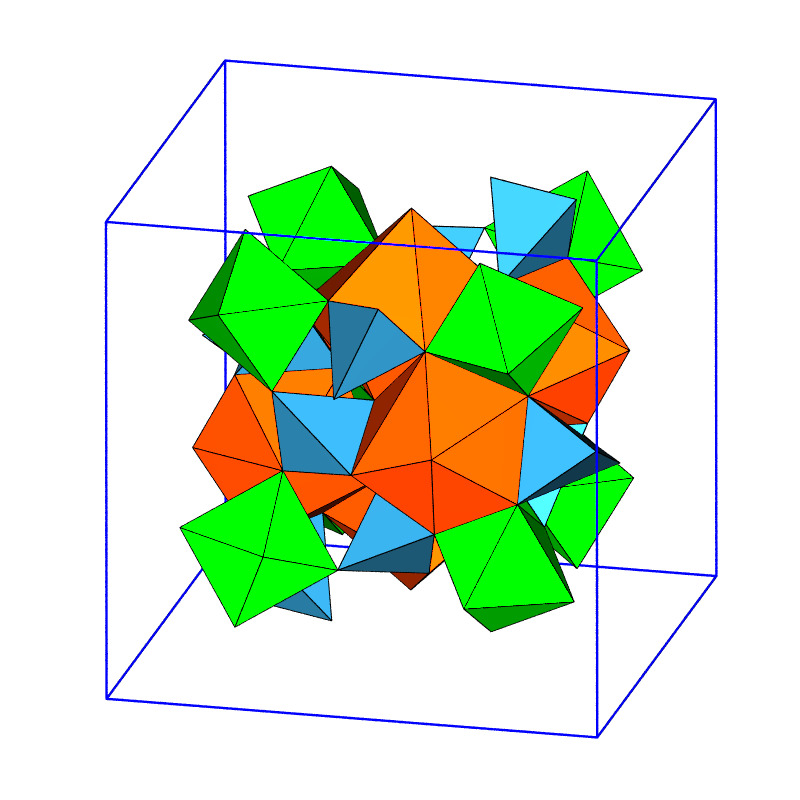
Granatstruktur 5: Gesamtansicht

Die ZO4-Tetraeder und YO6-Oktaeder sind über gemeinsame Sauerstoffatome an ihren Ecken zu einem Gerüst aus alternierenden Tetraedern und Oktaedern verbunden. Granate sind Inselsilikate und ihre ZO4-Tetraeder sind untereinander nicht direkt verbunden.
Die XO8-Dodekaeder sind über gemeinsame Kanten zu 3er-Ringen verknüpft, deren Ebene senkrecht zur Raumdiagonale der Elementarzelle liegt. Diese XO8-Dodekaederringe sind untereinander so zu einem Gerüst verknüpft, dass jeder Dodekaeder zu zwei solchen Ringen gehört. Über weitere Kanten sind die Dodekaeder mit den Tetraedern und Oktaedern des ZO4-YO6-Gerüstes verbunden, dessen Zwischenräume es ausfüllt.

### Symmetrieerniedrigung
Insbesondere Grossular-Andradit-Mischkristalle sind schwach doppelbrechend und optisch zweiachsig. Auch bei Almandin wurde optische Anisotropie beobachtet. Die optischen Eigenschaften sind sehr sensible Indikatoren für Abweichungen von der idealen, kubischen Struktur. Bei Röntgenstrukturuntersuchungen von Granaten konnten sie hingegen nur selten nachgewiesen werden. Einige Arbeiten ergeben für solche Granate trikline (Raumgruppe I1 (Nr. 2, Stellung 4)) oder ortorhombische (Raumgruppe Fddd (Nr. 70)), aber auch tetragonale (Raumgruppe I41/acd (Nr. 142)) oder monokline (Raumgruppe C2/m (Nr. 12)) Symmetrie. Als Ursachen dieser Symmetrieerniedrigung werden zahlreiche Ursachen angeführt:
- Plastische Deformation
- Symmetrieerniedrigung durch Gitterspannungen
- Magnetooptische Effekte durch Einbau von Seltenerdelementen
- Unterschiedliche Verteilung (Ordnung) von Kationen auf dann verschiedene Oktaederpositionen
- Symmetrieerniedrigung durch geordneten Einbau von OH-Gruppen

## Modifikationen und Varietäten

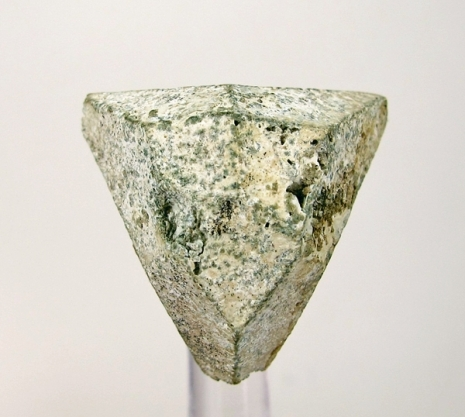
Achtaragdit vom „Akhtaragda River mouth“, Wiljui-Becken, Russland (Größe: 2,5 × 2,4 × 1,5 cm)

- Achtaragdit (auch Achtarandit, engl. Akhtaragdit): Pseudomorphose von Grossular-Katoit-Mischkristallen (Hydrogrossular) nach Mineral der Mayenit-Obergruppe,[33] möglicherweise auch von Hibschit nach Wadalit[34] vom Wiljui in Russland. Achtaragdit findet sich meist in Form tetraedrischer oder triakistetraedischer Kristalle von weißgrauer bis graubrauner Farbe.
- Bredbergit (nach James Dwight Dana, um 1900): Veralteter und nicht mehr gebräuchlicher Name für eine magnesiumreiche Andradit-Varietät
- Demantoid (nach Nils von Nordenskiöld, um 1870): Durch Fremdbeimengungen gelbgrün gefärbte Andradit-Varietät
- Melanit (nach Abraham Gottlob Werner, 1799[35]): Wird als titanreiche Varietät von Andradit angesehen und wurde nach dem griechischen Wort μέλας für schwarz benannt, da er überwiegend in grauschwarzen bis pechschwarzen Kristallen oder derben Aggregaten vorkommt.
- Topazolith (nach P. C. Bonvoisin, 1806[36]): Hellgelbe, „topasähnliche“ Andradit-Varietät, die erstmals im Valle di Lanza in der italienischen Region Piemont entdeckt wurde[37]
- Xalostocit: Bezeichnung für eine dichte Verwachsung von durchscheinend rosafarbenen Grossularen mit weißem Marmor, die nach dem Fundort Xalostoc im mexikanischen Bundesstaat Morelos benannt wurde.[38]

## Bildung und Fundorte
Granate kommen in massiver Form oder körnig, häufig aber auch als makroskopische Kristalle vor, die bis zu 700 kg schwer werden können.
Besonders häufig findet man Granate in metamorphen Gesteinen wie Gneis, Glimmerschiefer oder Eklogit; daneben treten sie auch in magmatischen Gesteinen und sedimentär in Schwermineralseifen (Strandsedimente, Flusssedimenten) auf. Die meisten natürlich gefundenen Schmuckstein-Granate stammen heute aus den USA, aus Südafrika und Sri Lanka.
Die genaue chemische Zusammensetzung steht immer mit jener des umgebenden Gesteins im Zusammenhang: So kommt beispielsweise der magnesiumreiche Pyrop häufig in Peridotiten und Serpentiniten vor, während grüner Uwarowit vor allem in chromhaltigem Serpentinitgestein auftritt.

### Metapelite (Glimmerschiefer, Gneis)
Bei der Metamorphose von silikatischen Peliten bilden sich almandinreiche Granate ab ca. 450 °C bei der Reaktion von Chloritoid + Biotit + H2O zu Granat + Chlorit. Bei niedrigen Temperaturen sind die Granatmischkristalle reich an Spessartin und werden bei steigenden Temperaturen zunehmend almandinhaltiger. Ab ca. 600 °C bildet sich Granat beim Abbau von Staurolith. Bei weiter steigenden Temperaturen werden die Granate zunehmend reicher an Pyrop und selbst bei beginnender Gesteinsschmelze können Granate noch neu gebildet werden z. B. bei der Reaktion von Biotit + Sillimanit + Plagioklas + Quarz zu Granat + Kalifeldspat + Schmelze. Erst ab Temperaturen von 900 °C baut sich Granat ab zu Spinell + Quarz oder bei hohen Drucken zu Orthopyroxen + Sillimanit.

### Metabasite (Granulit, Eklogit)
In der Suite der Metabasite (z. B. metamorphe Basalte) tritt Granat gesteinsbildend in Eklogiten auf und die Granatmischkristalle sind reich an Pyrop und Grossular.
Mit steigenden Druck bildet sich Granat beim Übergang von der Granulit-Fazies (siehe auch Metamorphe Fazies) zur Eklogit-Fazies ab ca. 10kBar, 900 °C bei der Reaktion von Orthopyroxen und Plagioklas zu Granat, Klinopyroxen und Quarz.
In Blauschiefern bilden sich zunächst Fe-reiche Granate, die auf dem Weg zur Eklogit-Fazies zunehmend Pyrop- und Grossular-reicher werden.

### Metasomatose
Bei der Bildung von Skarnen beim Kontakt saurer Magmatite mit Karbonatgesteinen und damit einhergehendem Stofftransport (Metasomatose) ist Granat ebenfalls ein häufig aufzufindendes Reaktionsprodukt.

### Magmatite
Vorkommen von Granaten in magmatischen Gesteinen sind seltener als in Metamorphiten. Verschiedene Granate (hauptsächlich Almadin, Spessartin und Pyrop) werden aus Graniten und Granodioriten sowie Andesiten beschrieben, doch ist zweifelhaft, ob es sich bei diesen Vorkommen um primäre Ausscheidungen des jeweiligen Magmas handelt, oder ob diese Vorkommen als Xenokristalle oder ggf. Reaktionsprodukte aus eingeschmolzenem Nebengestein (Palingenese) anzusehen sind. Unstreitig primäre Bildungen sind dagegen die Granate in Pegmatiten oder in Nephelinsyeniten und ihren vulkanischen Äquivalenten, den Phonolithen. In den letzteren Gesteinstypen findet sich als charakteristische Granatphase der Melanit (schwarzer Andradit).

### Zersetzung von Granat (Retrograde Umwandlungen)

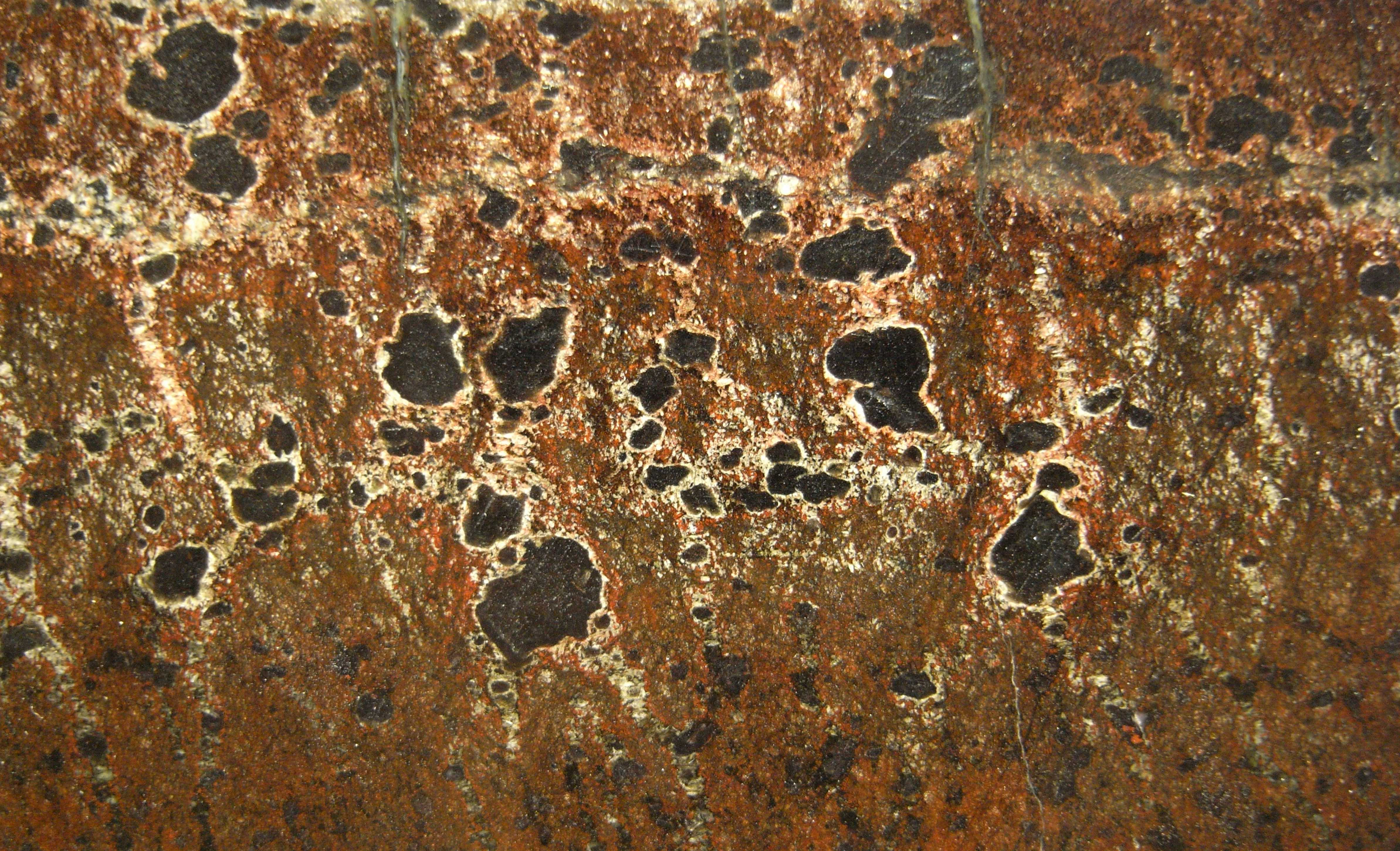
Schalige Kelyphitbildungen um bereits zersetzte Granatkristalle (schwarz) in einem Serpentinitgestein

Granate erleiden unter bestimmten lithofaziellen Umständen innerhalb von metamorphen Gesteinen eine Umwandlung bzw. Zersetzung. Das Ergebnis dieser Prozesse nennt man Kelyphit. Dabei entstehen zahlreiche neue Mineralien.

## Verwendung

### Als Schleifmittel
Granat wird wegen seiner Härte auch als Schleifmittel beim Sandstrahlen und Wasserstrahlschneiden eingesetzt.

### In der Technik
Insbesondere künstlich erzeugte Kristalle mit Granatstruktur werden in feinmechanischen und optischen Instrumenten eingesetzt. Im Gegensatz zu den natürlichen Mineralien werden hier auf dem Tetraeder-Platz statt Silicium oftmals andere Elemente eingebaut. Yttrium-Aluminium-Granat (YAG, Y3Al2[Al O4]3), bei dem etwa ein Prozent der Yttrium3+-Ionen durch Neodym3+-Ionen ersetzt wird, ist ein häufig eingesetzter Laserkristall (Nd:YAG-Laser), ebenso mit Ytterbium dotierter Yb:YAG-Laser und mit Erbium dotierter Er:YAG-Laser. Der gelbe Lumineszenzkonverter der weißen LEDs ist zu Beginn der Entwicklung ein Cer-dotierter YAG gewesen. Yttrium-Eisen-Granat (YIG) und Verwandte werden als Mikrowellenferrit, Resonator oder als YIG-Filter in der Hochfrequenztechnik eingesetzt.
In den 1970er und 1980er Jahren wurden Granate wegen ihrer besonderen ferrimagnetischen Eigenschaften für die Herstellung von Magnetblasenspeichern verwendet.
Eine große Rolle spielen Granate in Industriequalität in der Gas- und Ölindustrie der USA. Dort werden sie verwendet, um Bohrleitungen zu reinigen, Bohrlöcher zu stabilisieren, oder als Material um beim Fracking das Gestein aufzubrechen.

### Als Schmuckstein
Granate finden in verschiedenen Varianten als Schmucksteine Verwendung. Man unterscheidet unter anderem den dunkelroten Pyrop, der auch Kaprubin genannt wird, den rotschwarzen Almandin, den smaragdgrünen Uwarowit, den gelbgrünen Andradit, den schwarzen Schorlomit und Melanit, den transparent-grünlichen Demantoid und den orangeroten Spessartin. Daneben gibt es noch Grossular. Außerdem gibt es seit einigen Jahren eine neue Variante, den orangefarbenen Mandaringranat.
Granate werden auch als Edelsteine des kleinen Mannes bezeichnet

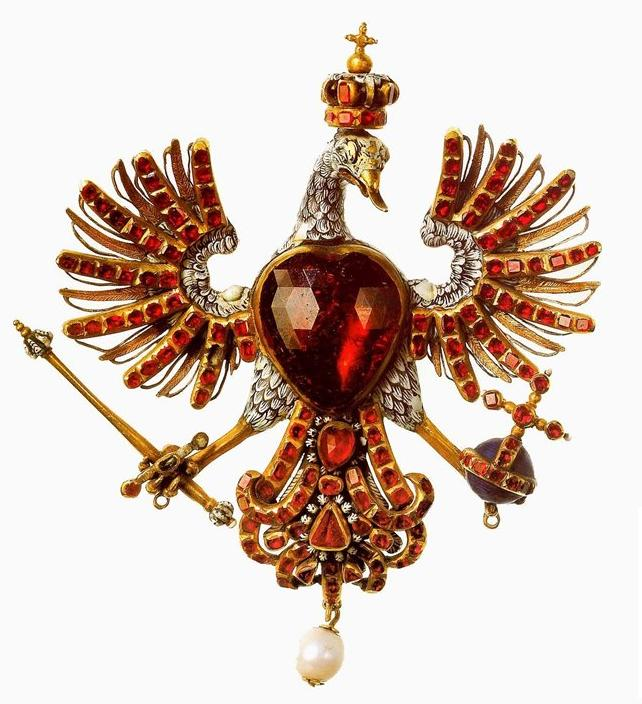
Polnischer Reichsadler (hergestellt etwa 1638), hauptsächlich bestehend aus Granat (Körper) und Rubin (Flügel, Schwanz)
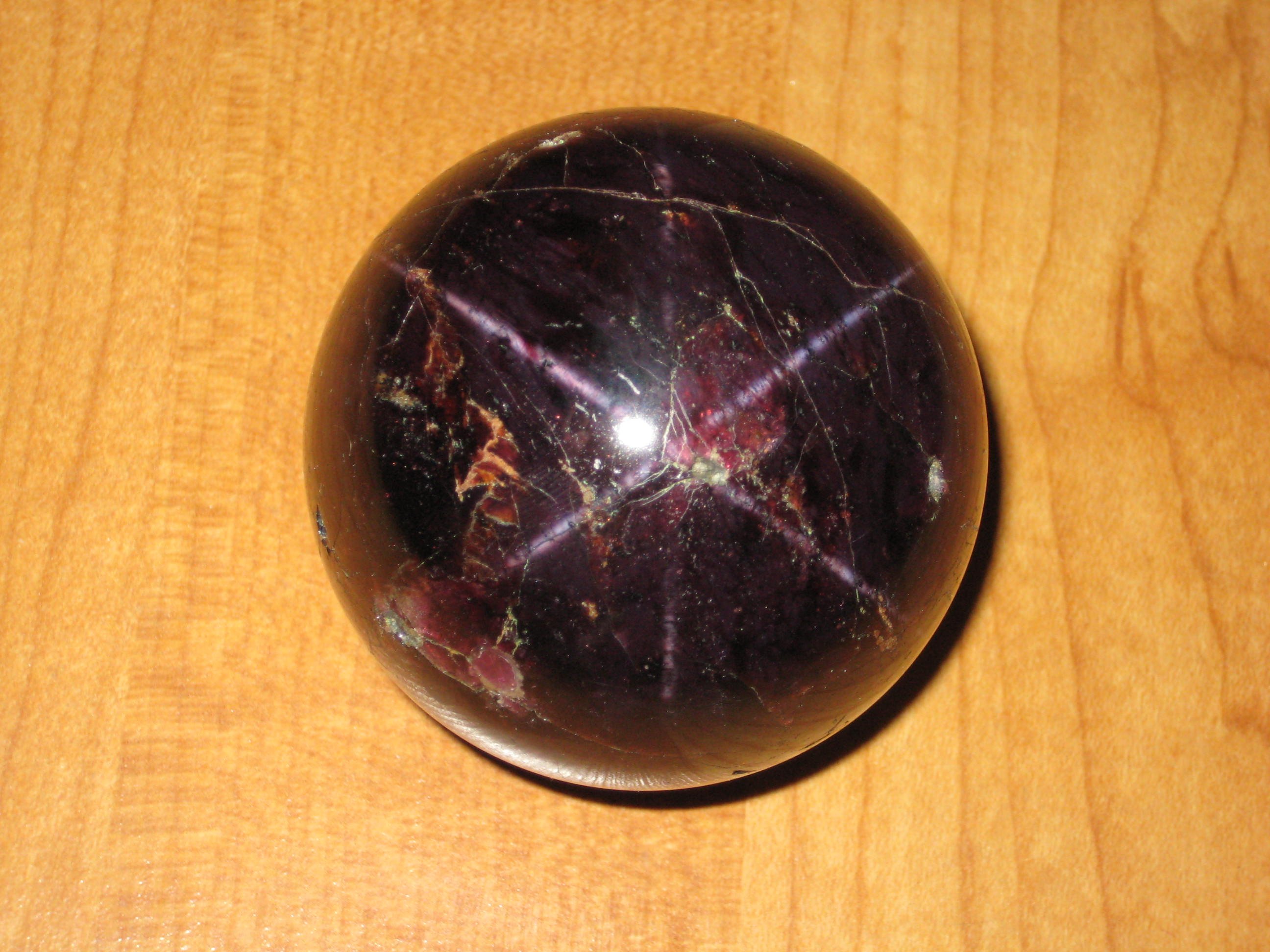
„Star of Idaho“, größter 6-strahliger Sterngranat
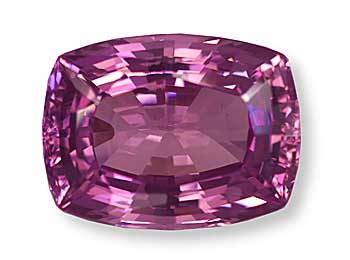
Rosafarbener Almandin-Pyrop-Mischkristall
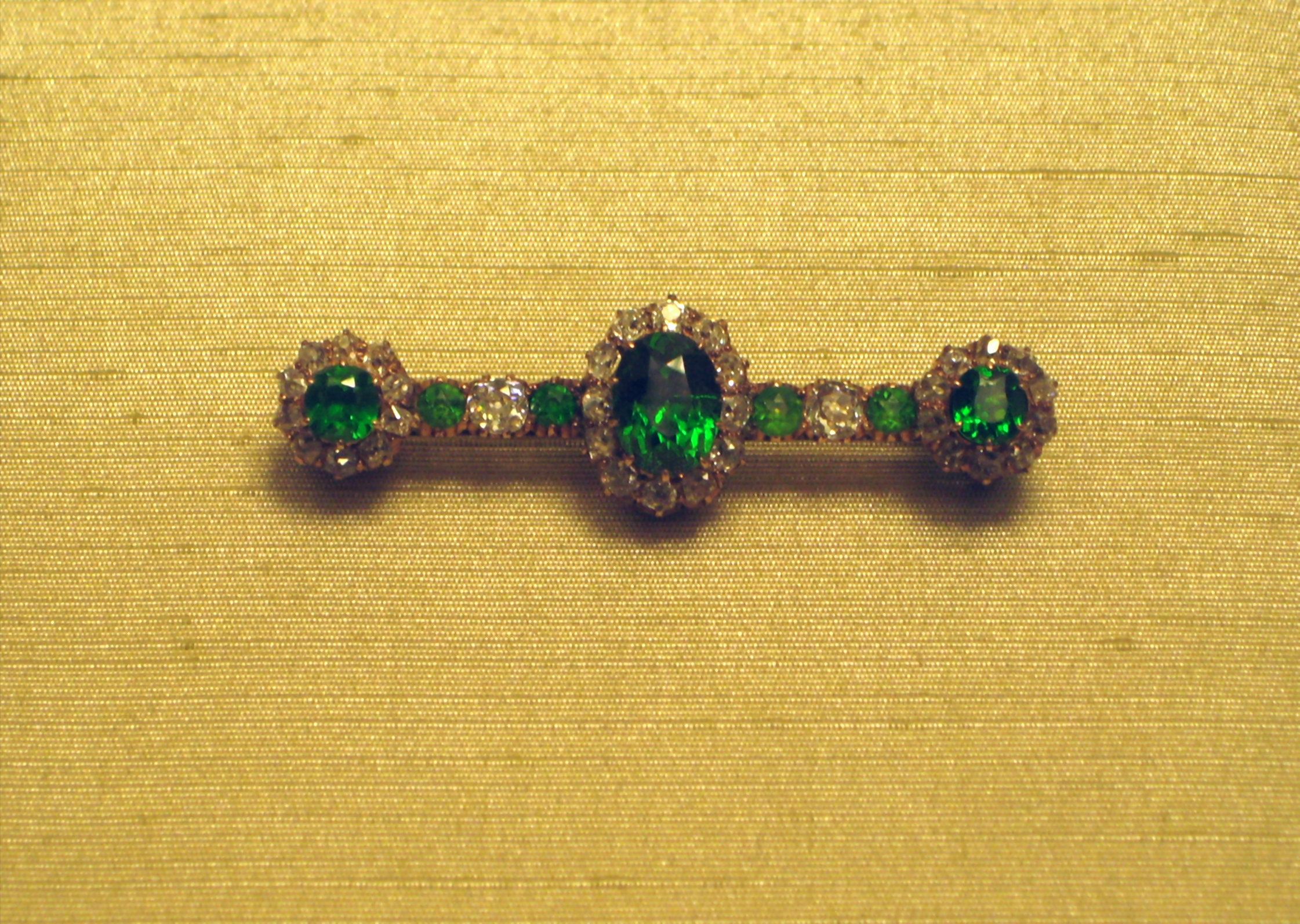
Brosche mit grünem Demantoid
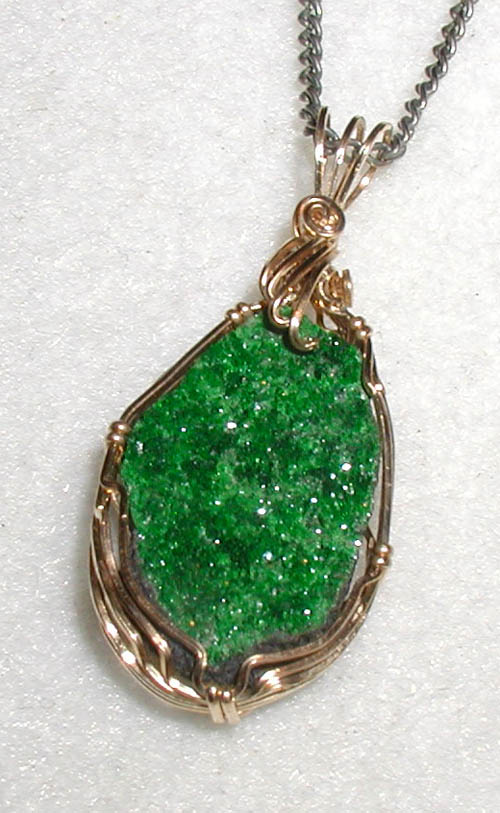
Anhänger aus Uwarowit, etwa 2 cm lang

## Vorkommen und Abbau
Granate kommen in zahlreichen Lagerstätten auf der ganzen Welt vor. Die geschätzten Reserven werden als moderat bis groß bezeichnet. Die globale Abbaumenge 2020 wird auf 1,1 Mio. Tonnen geschätzt, wovon 95 % auf nur 5 Länder entfiel.
Tabellarisch dargestellt:
| Land                | 2019                         | 2020      |
| ------------------- | ---------------------------- | --------- |
|                     | (Industriegranate in Tonnen) |           |
| Australien          | 352.000                      | 360.000   |
| Volksrepublik China | 310.000                      | 310.000   |
| Indien              | 120.000                      | 130.000   |
| Südafrika           | 179.000                      | 140.000   |
| Vereinigte Staaten  | 104.000                      | 101.000   |
| Andere Länder       | 60.000                       | 60.000    |
| Gesamt (gerundet)   | 1.120.000                    | 1.100.000 |